# Górniki (Starachowice)
Górniki – osiedle administracyjne i mieszkaniowa część miasta Starachowice, położone na gruntach dawnej wsi Krzyżowa Wola, z którą tworzy jednostkę urbanistyczną o nazwie Górniki-Krzyżowa Wola. Osiedle leży w zachodniej części miasta.

## Charakterystyka zabudowy
Występuje tu zabudowa jednorodzinna, która powstawała na przestrzeni lat, bez dominującego okresu rozbudowy. 

## Infrastruktura i usługi
Jedyną placówwką ośiatową jest Gimnazjum nr 1. Przy szkole znajduje się boisko wielofunkcyjne o sztucznej nawierzchni oraz boisko trawiaste. Na terenie jednostki działa Niepubliczny Zakład Opieki Zdrowotnej VITAMED.